# Julio Argentino Roca
Alejo Julio Argentino Roca (San Miguel de Tucumán, 17 de juny de 1843 – Buenos Aires, 19 d'octubre de 1914) va ser un polític i militar argentí, President de la Nació en dues oportunitats. Va conduir la política argentina durant més de 30 anys mitjançant el Partit Autonomista Nacional, teixint complexos sistemes d'aliances amb diferents forces, la qual cosa li va valer el sobrenom del "zorro" (guineu).

## Biografia

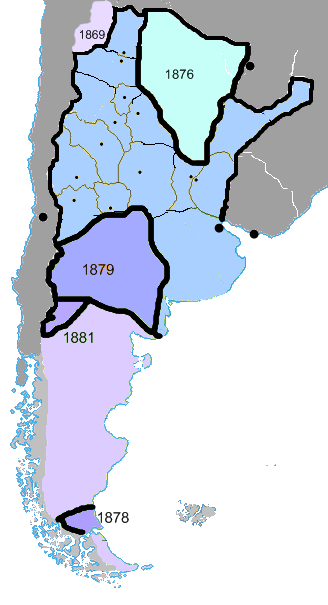
Territori de l'Argentina abans de la presidència de Julio Argentino Roca

Fill de José Segundo Roca (qui combaté en les lluites per la independència del Riu de la Plata i a la guerra de la Triple Aliança, en un combat dels quals va morir) i net de Pere Roca, oficial de l'exèrcit espanyol nascut a Tarragona. Va ingressar el 1858 a l'Exèrcit, i va lluitar en nom de la Confederació Argentina quan Buenos Aires li va declarar la guerra. En el marc d'aquesta confrontació, va intervenir en les batalles de Cepeda (1858) i Pavón (1861); en ambdues ocasions, sota les ordres del president de la Confederació, finalment vençut durant l'última d'aquelles batalles, Justo José de Urquiza.
Durant la presidència de Bartolomé Mitre, va formar part de l'Exèrcit del nou Estat, i el 1862 i 1863 va ser membre de les tropes que van derrotar el general i cabdill Angel Vicente Peñaloza. Poc després, com s'ha dit, va participar en la guerra de la Triple Aliança(1865-1870), en la qual Argentina, Brasil i l'Uruguai es van enfrontar al Paraguai. Després d'aquesta, va ascendir a sergent major. Va entrar de nou en combat el 1870, durant la presidència de Domingo Faustino Sarmiento, amb motiu de la revolució del cabdill d'Entre Ríos, Ricardo López Jordán. Al gener de l'any següent en intervenir significativament en aquell conflicte va ser nomenat coronel.
Al setembre de 1874, Mitre encapçala una rebel·lió contra el nou president, Nicolás Avellaneda, i Roca va combatre contra els insurrectes; la seva victòria enfront als sublevats, al desembre, li va valer l'ascens a general. Va actuar com a comandant general als territoris fronterers amb els indígenes de les províncies de San Luis i Mendoza, i, el gener de 1878, Avellaneda el nombra Ministre de Guerra. Va estar al capdavant de les operacions de la denominada Campanya del Desert, duta a terme entre el maig d'aquell any i juny de 1879 com a part de la política d'integració territorial argentina per part del govern de la Nació. Roca va comandar les forces militars que van dominar els indígenes de la Patagònia i el seu triomf el convertí en candidat presidencial amb notables possibilitats d'èxit. Així doncs, a l'octubre del 1879 dimití com a ministre per poder preparar la campanya electoral.

## Presidència de la República
Julio A. Roca fou elegit president de la República a l'abril de 1880. Dos mesos després, quan encara no havia pres possessió del càrrec, l'ex president Mitre i el governador de Buenos Aires (el qual havia estat derrotat per Roca a les eleccions) van promoure una revolta considerant que els comicis havien estat fraudulents. Roca va vèncer ràpidament els sublevats i va poder així, el 12 d'octubre, accedir a la presidència de la Nació. Es va inaugurar el període de la història argentina denominada República conservadora, continuador de l'anomenat República liberal. Durant la seva presidència va consolidar la presència institucional del Partit Autonomista Nacional, formació que dominava la política argentina des del 1874. Algunes de les actuacions de Roca foren la unificació monetària de l'Argentina, en el context d'un ampli desenvolupament econòmic.
El 1886, el va succeir el seu cunyat, Miguel Juárez Celman; durant aquest període Roca va ser senador. Des d'aquesta representació, va participar en l'activitat opositora que va acabar per aconseguir, el 1890, la renúncia del president. Entre 1890 i 1892, va formar part del govern de Carlos Pellegrini com a Ministre d'Interior. El 1893, va intervenir en la derrota de la revolució promoguda pel dirigent radical Leandro Alem.
Ocupà la Presidència del Senat des del 1895, quan exercia de president José Evaristo Uriburu. Dos anys després, al juliol de 1897, va ser proclamat a la presidència de la República. Roca va guanyar les eleccions celebrades l'abril de 1898 i, el 12 d'octubre va succeir Uriburu. El 1899, davant l'esclat d'una crisi diplomàtica amb Xile pels límits fronterers, va dur a terme amb el president del país veí, Federico Errázuriz Echaurren, l'anomenat 'Abrazo del Estrecho', que va consistir en una reunió, celebrada a Punta Arenas (Xile), en la qual els dos mandataris van mostrar els seus desitjos de pau i van arribar a un acord que marcava la frontera al sector de la Puna, que Bolívia li havia cedit a l'Argentina i que es trobava ocupat per Xile després de la segona Guerra del Pacífic. Així mateix, Roca va establir des del 1898 amb Brasil bones relacions per tal de posar fi als conflictes limítrofes. Finalment, el 1900, el seu govern va restablir les relacions diplomàtiques amb el Vaticà, trencades durant el seu primer mandat, catorze anys abans.
Al final del seu govern, s'inicià una notable agitació social promoguda pels sindicats, especialment a partir de la fundació, el 1901, de l'anarquista Federació Obrera Argentina (FOA, antecedent de la Federació Obrera Regional Argentina, FORA). El 12 d'octubre de 1904, en finalitzar el seu mandat, Manuel Quintana el va succeir al front de la República. El 1912, el president Sáenz Peña el va nomenar ambaixador extraordinari del Brasil.

## Mort
Va morir el 19 d'octubre de 1914, a Buenos Aires. La seva sepultura es troba al Cementiri de la Recoleta. El seu fill, del mateix nom, nascut el 1873, fou vicepresident de la República Argentina entre 1932 i 1938.